# Lista över Kinas kejsarinnor

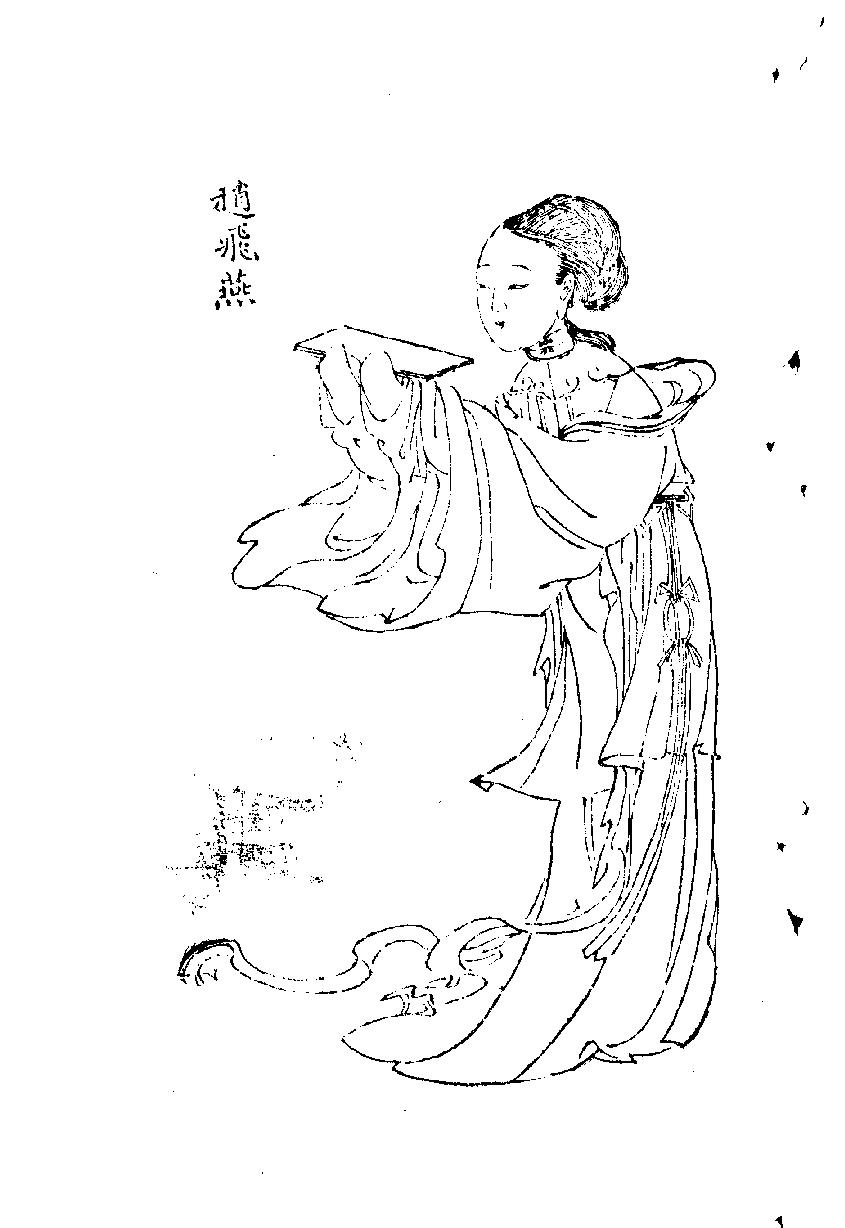
Zhao Feiyan

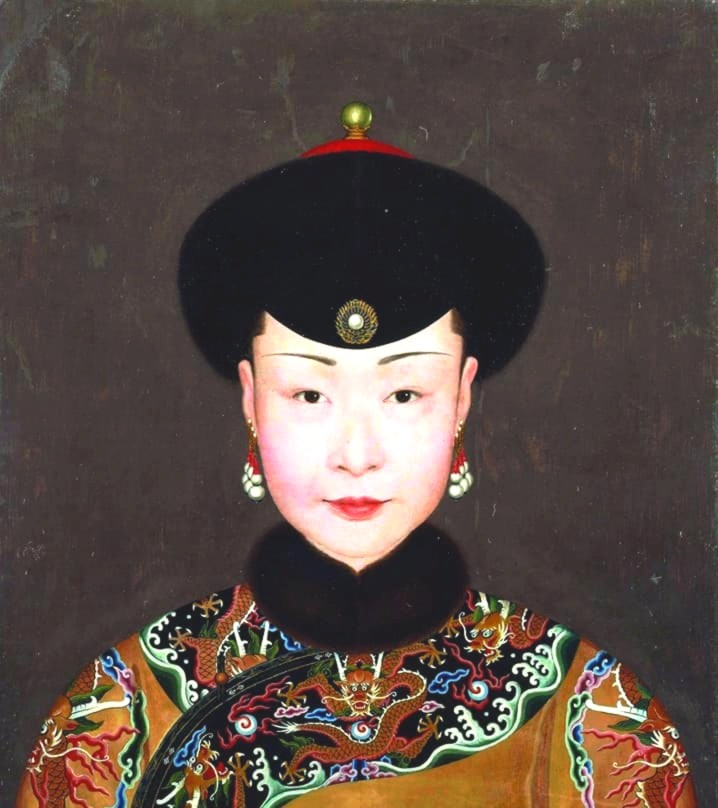
Kejsarinnan Ulanara

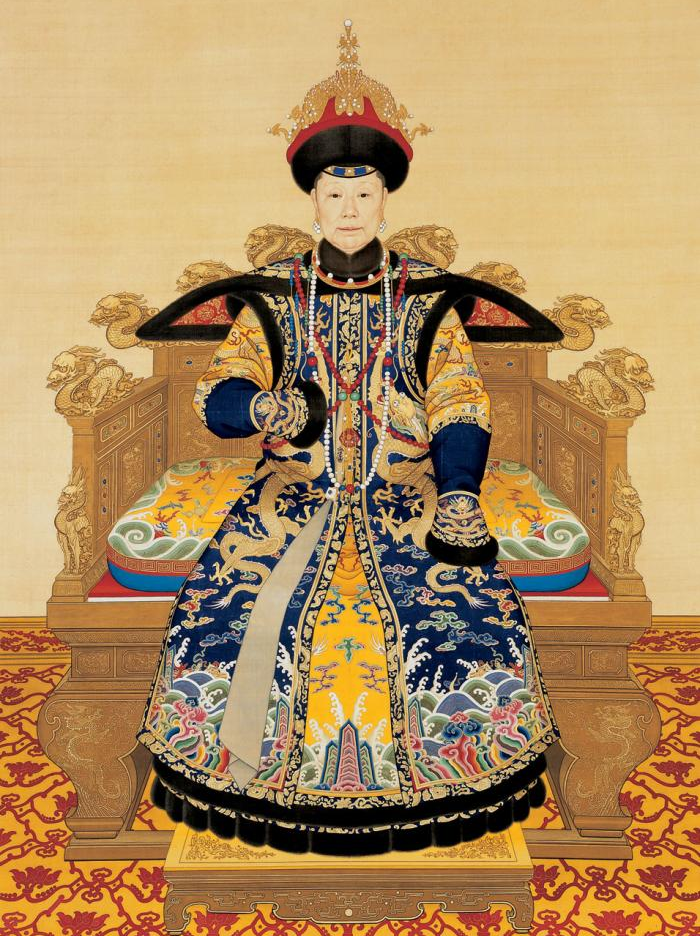
Kejsarinnan Xiao Sheng Xian

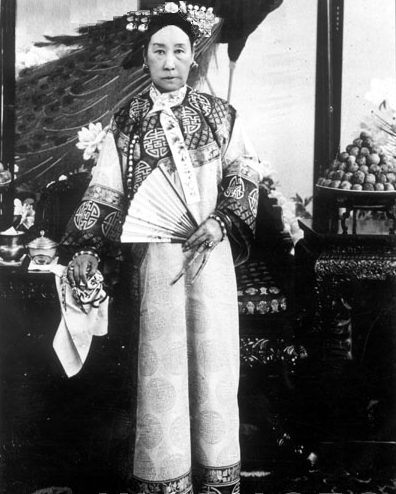
Änkekejsarinnan Cixi

Detta är en lista över Kinas kejsarinnor och änkekejsarinnor. Kinas kejsare hade nästan alltid många hustrur, men i allmänhet var endast en av dem kejsarinna. Ställningen som änkekejsarinna skilde sig från en motsvarande ställning i Europa. Denna titel var en självständig äretitel med en egen betydelse, och tillföll inte automatiskt den döde kejsarens änka; den kunde ges till en kvinna som aldrig haft titeln kejsarinna, och nekas en kvinna som varit kejsarinna.   

## Kejsarinnor
Detta är en lista över Kinas kejsarinnor

### Handynastin
- 192-188: Zhang Yan
- 179-157: Dou (Han Wendi)
- 128-91: Wei Zifu
- 83-74: Shangguan (Han Zhaodi)
- 70-66: Huo Chengjun
- 48-33: Wang Zhengjun
- 16-7: Zhao Feiyan
- 6-1: Fu (Han Ai)
- 9-21: Wang (Wang Mang)
- 60-75: Ma (Han Ming)
- 96-102: Yin (kejsarinna)
- 147-159: Liang Nüying
- 165-168: Dou Miao
- 215-220: Cao Jie

### Suidynastin
- 581-602: Dugu Qieluo
- 605-618: Xiao (Sui Yang)

### Tangdynastin
- 626-636: Zhangsun (Tang Taizong)
- 650-655: Wang (Gaozong)
- 655-684: Wu Zetian, gift med Gaozong.
- 705-710: Kejsarinnan Wei
- 710-710: Lu (Tang Shang)
- 712-724: Wang (Xuanzong)
- 758-762: Zhang (Tang Suzong)
- 787-786: Wang (kejsarinna)
- 898-904: Kejsarinnan He

### Songdynastin
- 960-963: Wang, gift med kejsar Taizu
- 968-976: Song, gift med kejsar Taizu
- 997-1007: Guo (Zhenzong)
- 1012-1022: Liu (kejsarinna)
- 1024-1035: Guo (Renzong)
- 1065-1067: Gao (kejsarinna)
- 1092-1096: Meng (kejsarinna)
- 1100-1108: Wang (Huizong)
- 1126-1127: Zhu (Qinzong)
- 1144-1162: Wu (Gaozong)
- 1167-1189: Xie (Xiaozong)
- 1200-1224: Yang (kejsarinna)
- 1227-1264: Xie Daoqing
- 1267-1276: Quan (kejsarinna)

### Yuandynastin
- 1274-1281: Chabi (kejsarinna)
- 1295-1307: Bulughan
- 1324-1328: Babukhan Khatun
- 1333-1335: Danashri
- 1337-1365: Bayan Khutugh

### Mingdynastin
- 1368-1382: Ma, gift med Hongwu-kejsaren
- 1399-1402: Xiaominrang
- 1425-1435: Sun, gift med Xuande-kejsaren
- 1464-1464: Wu (Chenghua)
- 1487-1505: Zhang, gift med Hongzhi-kejsaren
- 1506-1521: Xiaojingyi
- 1534-1547: Fang (Jiajing)
- 1578-1620: Xiaoduan, gift med Wanli-kejsaren
- 1621-1627: Zhang Baozhu
- 1628-1644: Zhuangliemin

### Qingdynastin
- 1651-1653: Suoerna, gift med Shunzhi.
- 1654-1661: Borjigit, Kejsarinnan Hui Zhang, gift med Shunzhi.
- 1661: Donggo, Xian rui, död 1660, postum titel gift med Shunzhi
- 1665-1674: Xiaochengren, gift med Kangxi
- 1677-1678: Xiaozhaoren, gift med Kangxi
- 1689-1689: Xiaoyiren, gift med Kangxi
- 1723-1731: Ulanara, Jing Xian gift med Yongzheng.
- 1738-1748: Xiao Xian gift med Qianlong
- 1750-1765: Ulanara, Kejsarinna av Kina gift med Qianlong
- 1796: Weijiya, död 1775; postum titel gift med Qianlong
- 1796-1797: Hitara gift med Jiaqing-kejsaren
- 1797-1820: Niuhuru, He Rui gift med Jiaqing-kejsaren
- 1820: Niuhuru, Mu Cheng, död 1808, postum titel gift med Daoguang-kejsaren
- 1822-1833: Shen Cheng gift med Daoguang-kejsaren
- 1833-1840: Niuhuru, Quan Cheng gift med Daoguang-kejsaren
- 1855: Xiaojing, död 1855, postum titel gift med Daoguang-kejsaren
- 1855: Xiao De, död 1850, postum titel gift med Daoguang-kejsaren
- 1852-1861: Cian gift med Xianfeng-kejsaren
- 1872-1875: Xiao-Zhe gift med Tongzhi-kejsaren
- 1889-1908: Longyu gift med Guangxu-kejsaren
- 1942-1946: Wanrong (titulärkejsarinna) gift med Puyi

## Änkekejsarinnor
Detta är en lista över Kinas änkekejsarinnor

### Qingdynastin
- 1643-1688: Xiaozhuang, från 1661 med titeln "Storänkekejsarinna".
- 1661-1663: Tunggiya, Kang Zhang
- 1663-1717: Borjigit, Kejsarinnan Hui Zhang
- 1722-1723: Uya, Gong Ren
- 1735-1777: Niuhuru, Xiao Sheng Xian
- 1820-1850: He Rui
- 1855-1855: Xiaojing
- 1861-1908: Änkekejsarinnan Cixi
- 1908-1913: Longyu